# Palácio de Vênus
Palácio de Vênus é um filme brasileiro de 1981, com direção de Ody Fraga.

## Elenco
- Elizabeth Hartmann	 ... Madame Carlota
- Lola Brah ... Berenice
- Arlete Montenegro ...Dolores
- Helena Ramos ...Débora
- Matilde Mastrangi ...Juliana
- Neide Ribeiro ...Sulamita
- Arlindo Barreto
- Sérgio Boldrin
- Wilson Bonifácio
- Eudes Carvalho
- Jaime Cortez
- Suleiman Daoud
- Zélia Diniz
- Fátima Fonseca
- Virgínia Gil
- Joyce Laine
- Sandra Lamar
- Paulo Leite
- Felipe Levy
- José Lucas
- Vera Lúcia
- Cinira Maia
- Clóvis Marcos
- Paulo Minervino
- Marcos Ricciardi
- Roque Rodrigues
- Arthur Roveder
- Clarisse Ruiz
- Adriano Silva